# Кубок Узбекистана по футболу 2023
Кубок Узбекистана по футболу 2023 (узб. Футбол бўйича 2023-йилги Ўзбекистон Кубоги) — 31-й сезон ежегодных футбольных соревнований Кубка Узбекистана. Обладатель Кубка —  «Насаф» получила право участвовать в Лиге чемпионов АФК 2024–2025 годов.
На соревновании 38 команд из системы футбольных лиг Узбекистана поборолись за выход в финал, который состоялся на Центральном стадионе Карши. 14 команд из Суперлиги Узбекистана и 24 команды из двух других лиг (Про лиги и Первой лиги). Впервые в истории в розыгрыше Кубка приняли участие команды из третьего дивизиона чемпионата Узбекистана — Первой лиги.

## Участники
| Суперлига Узбекистана Все 14 клубов в сезоне 2023 года | 10 клубов в Про-лиге Узбекистана на сезон 2023 года                                                                               | 8 клубов сезона Первой лиги Узбекистана 2023 года                                               |
| - ОКМК - Андижан - Бунёдкор - Бухара - Металлург Бекабад - Насаф - Навбахор Наманган - Нефтчи Фергана - Олимпик Ташкент - Пахтакор Ташкент - Кызылкум Зарафшан - Согдиана Джизак - Сурхан Термез - Туран Яйпан | - Андижан-СГС - Арал - Динамо Самарканд - Гиждуван - Коканд 1912 - Локомотив Ташкент - Машал - Шуртан - Юниред ФК - Хорезм Ургенч | - Дустлик Ташкент - Джизак - Локомотив БФК - Олимпия - Хотира-79 - Шахриханчи - Янгиер - Заамин |

## Финальный стадион
Для проведения финала Кубка Узбекистана 2023 года по результатам жеребьёвки были выбраны четыре стадиона. В список кандидатов вошли стадионы «Бунёдкор», «Джар», «Каршинский центральный стадион» и «Истиклол». Согласно результатам жеребьёвки, финал Кубка Узбекистана 2023 года должен был пройти на стадионе «Каршинский центральный стадион».

## Жеребьёвка и формат
В предварительном отборочном раунде примут участие 8 команд Первой лиги Узбекистана, которые разыграют 2 места в групповом этапе Кубка Узбекистана. Жеребьёвку провели 7 марта 2023 года на телеканале «Спорт» сотрудник ПФЛ Зохиржон Акрамхонов и сотрудник Ассоциации футболистов Ислам Инамов.
| Этап           | Остальные клубы | Клубы-участники | Первая дата игры |
| -------------- | --------------- | --------------- | ---------------- |
| Групповой этап | 32              | 32              | 2 апреля         |
| 1/8 финала     | 16              | 16              | 2 августа        |
| Четвертьфиналы | 8               | 8               | 31 август        |
| Полуфинал      | 4               | 4               | 19 октября       |
| Финал          | 2               | 2               | 12 ноября        |

## Отборочный этап
| Дата               | Раунд                | Хозяева     | Счёт  | Гости          | Город   |
| ------------------ | -------------------- | ----------- | ----- | -------------- | ------- |
| 24 марта 2023 года | 1-й отборочный раунд | Чигатай     | 1 – 4 | Нурафшон       | Ташкент |
| 24 марта 2023 года | 1-й отборочный раунд | Джизак      | 2 – 0 | Янгиюль        | Ташкент |
| 24 марта 2023 года | 1-й отборочный раунд | Сементчи    | 0 – 1 | Джайхун        | Ташкент |
| 24 марта 2023 года | 1-й отборочный раунд | Олимпия     | 3 – 1 | Кумкурган-1977 | Ташкент |
| 26 марта 2023 года | 2-й отборочный раунд | Нурафшон    | 2 – 5 | Джизак         | Ташкент |
| 26 марта 2023 года | 2-й отборочный раунд | Джайхун     | 1 – 2 | Олимпия        | Ташкент |
| 1 июня 2023 года   | 3-й раунд            | Джизак      | 1 – 3 | АГМК           | Джизак  |
| 1 июня 2023 года   | 3-й раунд            | Андижан-SGS | 5 – 2 | Гиждуван       | Коканд  |

## Групповой этап
Матчи группового этапа начались 2 апреля 2023 года и закончились 3 июня 2023 года. 

### Группа А
| Дата               | Хозяева     | Счёт  | Гости       | Город   |
| ------------------ | ----------- | ----- | ----------- | ------- |
| 2 апреля 2023 года | Андижан-SGS | 3 – 2 | Джизак      | Чигатай |
| 4 апреля 2023 года | Гиждуван    | 0 – 5 | АГМК        | Бухара  |
| 3 мая 2023 года    | Джизак      | 2 – 1 | Гиждуван    | Джизак  |
| 3 мая 2023 года    | АГМК        | 6 – 1 | Андижан-SGS | Ташкент |
| 1 июня 2023 года   | Джизак      | 1 – 3 | АГМК        | Джизак  |
| 1 июня 2023 года   | Андижан-SGS | 5 – 2 | Гиждуван    | Коканд  |

### Группа B
| Дата               | Хозяева     | Счёт  | Гости       | Город   |
| ------------------ | ----------- | ----- | ----------- | ------- |
| 5 апреля 2023 года | Коканд-1912 | 0 — 1 | Насаф       | Коканд  |
| 5 апреля 2023 года | Сурхон      | 0 — 0 | Машал       | Ташкент |
| 2 мая 2023 года    | Машал       | 3 — 2 | Коканд-1912 | Муборак |
| 3 мая 2023 года    | Насаф       | 1 — 0 | Сурхон      | Карши   |
| 2 июня 2023 года   | Сурхан      | 4 — 0 | Коканд-1912 | Ташкент |
| 2 июня 2023 года   | Машал       | 0 — 1 | Насаф       | Муборак |

### Группа C
| Дата                | Хозяева             | Счёт  | Гости               | Город     |
| ------------------- | ------------------- | ----- | ------------------- | --------- |
| 12 апреля 2023 года | Металлург (Бекобод) | 2 – 2 | Unired FC           | Бекабад   |
| 12 апреля 2023 года | Нефтчи (Фергана)    | 0 – 0 | Бунёдкор            | Фергана   |
| 10 мая 2023 года    | Бунёдкор            | 1 – 0 | Металлург (Бекобод) | Ташкент   |
| 10 мая 2023 года    | Unired FC           | 0 – 3 | Нефтчи (Фергана)    | Самарканд |
| 1 июня 2023 года    | United Redbridge    | 0 – 0 | Бунёдкор            | Самарканд |
| 1 июня 2023 года    | Металлург (Бекобод) | 2 – 1 | Нефтчи (Фергана)    | Бекабад   |

### Группа D
| Дата                | Хозяева | Счёт  | Гости  | Город  |
| ------------------- | ------- | ----- | ------ | ------ |
| 11 апреля 2023 года | Шуртан  | 3 – 1 | Янгиер | Гузар  |
| 12 апреля 2023 года | Бухара  | 1 – 1 | Турон  | Бухара |
| 9 мая 2023 года     | Янгиер  | 0 – 1 | Бухара | Янгиер |
| 9 мая 2023 года     | Турон   | 5 – 2 | Шуртан | Яйпан  |
| 3 июня 2023 года    | Бухара  | 1 – 1 | Шуртан | Бухара |
| 3 июня 2023 года    | Турон   | 1 – 0 | Янгиер | Яйпан  |

### Группа E
| Дата                | Хозяева             | Счёт  | Гости               | Город     |
| ------------------- | ------------------- | ----- | ------------------- | --------- |
| 18 апреля 2023 года | Динамо Самарканд    | 1 – 0 | Кызылкум            | Самарканд |
| 18 апреля 2023 года | Локомотив (Ташкент) | 4 – 0 | Зомин               | Ташкент   |
| 16 мая 2023 года    | Зомин               | 0 – 3 | Динамо Самарканд    | Зомин     |
| 16 мая 2023 года    | Кызылкум            | 0 – 2 | Локомотив (Ташкент) | Навои     |
| 4 июня 2023 года    | Кызылкум            | 3 – 0 | Зомин               | Навои     |
| 4 июня 2023 года    | Динамо Самарканд    | 3 – 1 | Локомотив (Ташкент) | Самарканд |

### Группа F
| Дата                | Хозяева  | Счёт  | Гости    | Город    |
| ------------------- | -------- | ----- | -------- | -------- |
| 20 апреля 2023 года | Андижан  | 0 – 0 | Олимпик  | Фергана  |
| 19 апреля 2023 года | Олимпия  | 1 – 4 | Навбахор | Ташкент  |
| 18 мая 2023 года    | Навбахор | 1 – 0 | Андижан  | Наманган |
| 17 мая 2023 года    | Олимпик  | 3 – 0 | Олимпия  | Ташкент  |
| 2 июня 2023 года    | Андижан  | 6 – 0 | Олимпия  | Фергана  |
| 2 июня 2023 года    | Олимпик  | 2 – 1 | Навбахор | Ташкент  |

### Группa G
| Дата           | Хозяева         | Счёт | Гости           | Город   |
| -------------- | --------------- | ---- | --------------- | ------- |
| 26 апреля 2023 | Арал            | 4–1  | Дўстлик Ташкент | Нукус   |
| 26 апреля 2023 | Пахтакор        | 1–0  | Согдиана        | Ташкент |
| 24 мая 2023    | Дўстлик Ташкент | 0–5  | Пахтакор        | Ташкент |
| 24 мая 2023    | Согдиана        | 2–2  | Арал            | Джизак  |
| 3 июня 2023    | Дўстлик Ташкент | 0–5  | Согдиана        | Ташкент |
| 3 июня 2023    | Арал            | 2–0  | Пахтакор        | Нукус   |

### Группа H
| Дата           | Хозяева       | Счёт | Гости         | Стадион |
| -------------- | ------------- | ---- | ------------- | ------- |
| 25 апреля 2023 | Пахтакор-79   | 2–1  | Шахрихончи    | Навои   |
| 25 апреля 2023 | Хорезм Ургенч | 1–0  | Локомотив БФК | Хорезм  |
| 23 мая 2023    | Локомотив БФК | 1–1  | Пахтакор-79   | Ташкент |
| 23 мая 2023    | Хорезм Ургенч | 2–0  | Шахрихончи    | Ургенч  |
| 4 июня 2023    | Шахрихончи    | 3–3  | Локомотив БФК | Коканд  |
| 4 июня 2023    | Пахтакор-79   | 2–3  | Хорезм Ургенч | Ангрен  |

## Плей-офф
Жеребьёвка плей-офф Кубка Узбекистана состоялась 5 июня 2023 года. Командам, занявшим первые места на групповом этапе, была предоставлена возможность сформировать отдельную корзину и провести матчи на своих полях. Матчи были запланированы на 8–10 августа 2023 года. Жеребьёвка четвертьфиналов состоялась 16 августа 2023 года, и были назначены судьи матчей. Жеребьёвка полуфиналов состоялась 3 сентября 2023 года.
| Клубы, занявшие 1-е места в групповом этапе Кубка Узбекистана                                       | Клубы, занявшие 2-е места в групповом этапе Кубка Узбекистана                                                                       |
| --------------------------------------------------------------------------------------------------- | --- |
| - ОКМК - Бунёдкор - Насаф - Олимпик Ташкент - Арал - Туран Яйпан - Хорезм Ургенч - Динамо Самарканд | - Андижан-СГС - Пахтакор-79 - Навбахор Наманган - Локомотив Ташкент - Бухара - Металлург Бекабад - Пахтакор Ташкент - Сурхан Термез |

### 1/8 финала
| Дата            | Стадия     | Хозяева  | Счёт | Гости               | Город     |
| --------------- | ---------- | -------- | ---- | ------------------- | --------- |
| 2 августа 2023  | 1/8 финала | ОКМК     | 2–1  | Локомотив (Ташкент) | Олмалык   |
| 1 августа 2023  | 1/8 финала | Турон    | 3–0  | Пахтакор-79         | Яйпан     |
| 1 августа 2023  | 1/8 финала | Насаф    | 4–3  | Бухара              | Карши     |
| 1 августа 2023  | 1/8 финала | Бунёдкор | 2–3  | Сурхан              | Ташкент   |
| 2 августа 2023  | 1/8 финала | Олимпик  | 10–0 | Андижан             | Ташкент   |
| 14 августа 2023 | 1/8 финала | Арал     | 0–2  | Навбахор            | Нукус     |
| 8 августа 2023  | 1/8 финала | Хоразм   | 3–1  | Металлург (Бекабад) | Ургенч    |
| 1 августа 2023  | 1/8 финала | Динамо   | 3–2  | Пахтакор            | Самарканд |

### Четвертьфинал
| Дата            | Стадия     | Хозяева  | Счёт  | Гости   | Город     |
| --------------- | ---------- | -------- | ----- | ------- | --------- |
| 31 августа 2023 | 1/4 финала | Динамо   | 4 – 3 | Олимпик | Самарканд |
| 2 сентября 2023 | 1/4 финала | Турон    | 1 – 2 | Насаф   | Яйпан     |
| 3 сентября 2023 | 1/4 финала | Навбахор | 2 – 0 | Сурхон  | Наманган  |
| 3 сентября 2023 | 1/4 финала | ОКМК     | 4 – 2 | Хоразм  | Олмалык   |

### Полуфинал
| Дата            | Стадия     | Хозяева | Счёт               | Гости    | Город   |
| --------------- | ---------- | ------- | ------------------ | -------- | ------- |
| 19 октября 2023 | 1/2 финала | Насаф   | 2 – 1              | Динамо   | Карши   |
| 19 октября 2023 | 1/2 финала | ОКМК    | 2 – 2 (4 – 3 пен.) | Навбахор | Олмалык |

### Финал
| Дата           | Стадия | Хозяева | Счёт  | Гости | Город |
| -------------- | ------ | ------- | ----- | ----- | ----- |
| 12 ноября 2023 | Финал  | Насаф   | 1 – 0 | ОКМК  | Карши |